# ISO 3166-2:GE
ISO 3166-2:GE is een ISO-standaard met betrekking tot de zogenaamde geocodes. Het is een subset van de ISO 3166-2 tabel, die specifiek betrekking heeft op Georgië.
De gegevens werden tot op 26 november 2018 geüpdatet op het ISO Online Browsing Platform (OBP). Hier worden 9 regio’s - region (en) / région (fr) / mkhare (ka) – en 2 autonome republiekenen - autonomous republic (en) / république autonome (fr) / avt'onomiuri resp'ublik'a (ka) - en 1 stad - city (en) / ville (fr) / kalaki (ka) – gedefinieerd.
Volgens de eerste set, ISO 3166-1, staat GE voor Georgië, het tweede gedeelte is een tweeletterige code.

## Codes
| Code  | Naam                           | Categorie          |
| ----- | ------------------------------ | ------------------ |
| GE-AB | Abkhazia                       | autonome republiek |
| GE-AJ | Ajaria                         | autonome republiek |
| GE-GU | Guria                          | regio              |
| GE-IM | Imereti                        | regio              |
| GE-KA | K'akheti                       | regio              |
| GE-KK | Kvemo Kartli                   | regio              |
| GE-MM | Mtskheta-Mtianeti              | regio              |
| GE-RL | Rach'a-Lechkhumi-Kvemo Svaneti | regio              |
| GE-SZ | Samegrelo-Zemo Svaneti         | regio              |
| GE-SJ | Samtskhe-Javakheti             | regio              |
| GE-SK | Shida Kartli                   | regio              |
| GE-TB | Tbilisi                        | stad               |